# Hubert Armbruster

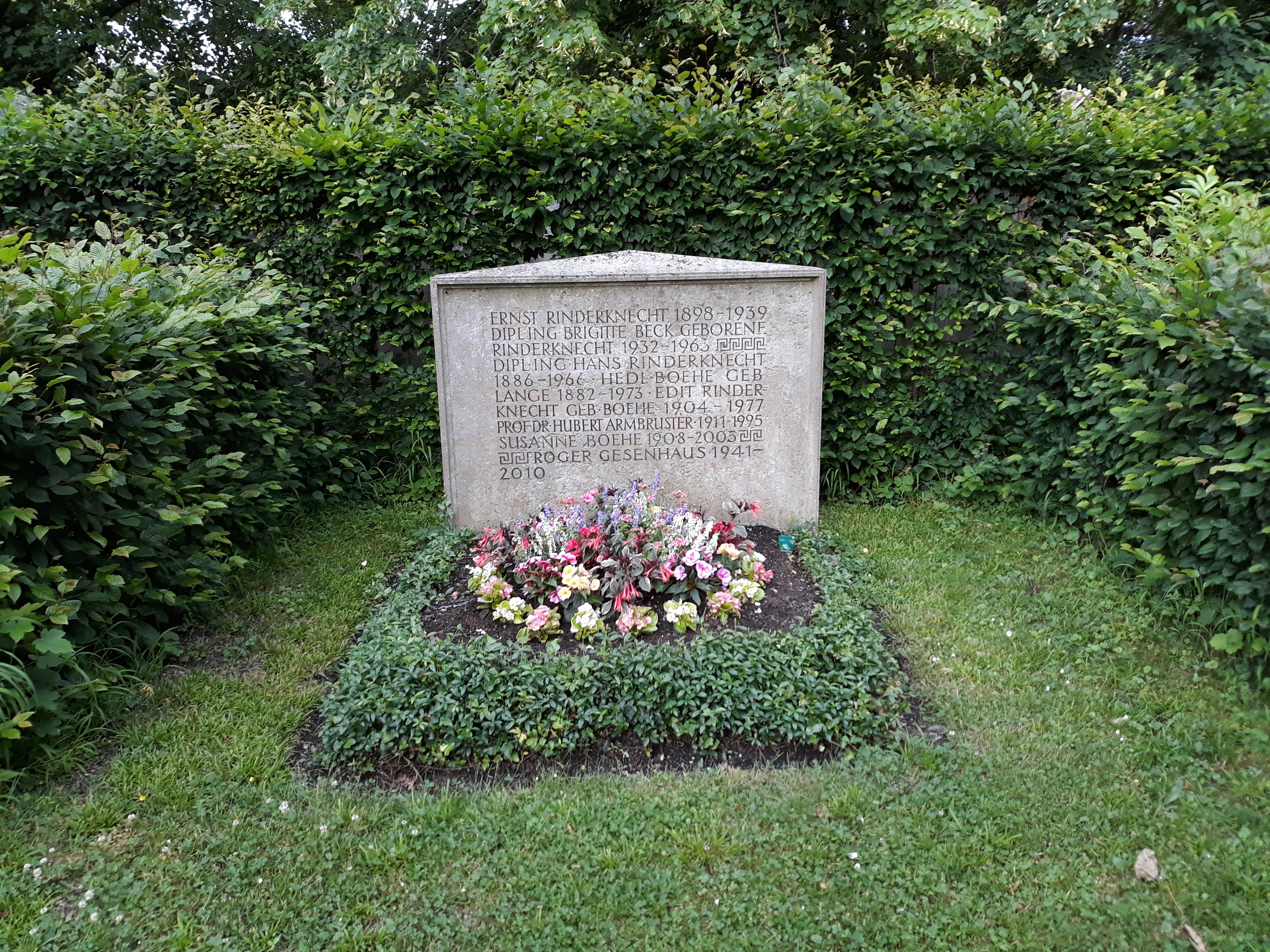
Das Grab von Hubert Armbruster auf dem Nordfriedhof (München)

Hubert F. Armbruster (* 12. August 1911 in Baden-Baden; † 4. April 1995 in München) war ein deutscher Jurist und Professor für Öffentliches und Völkerrecht.

## Ausbildung
Armbruster wurde am 12. August 1911 in Baden-Baden geboren. Dort besuchte er zunächst die Volksschule und das Gymnasium, bevor er das Studium der Rechtswissenschaften aufnahm. Seine Zeit als Student verbrachte er an den Universitäten von Berlin, Heidelberg und Freiburg, mit einem Auslandsaufenthalt in Paris und an der Haager Akademie für Völkerrecht. 1935 legte Armbruster das Examen als Gerichtsreferendar ab und trat in den öffentlichen Dienst ein.

## Beruflicher Werdegang
Armbruster war Herbst 1933 bis 1936 Mitglied in der SA. Am 1. Juni 1937 beantragte er die Aufnahme in die NSDAP und wurde rückwirkend zum 1. Mai desselben Jahres aufgenommen (Mitgliedsnummer 4.587.101). Nachdem Armbruster 1939 die Tätigkeit als Gerichtsreferendar abgeschlossen hatte, erhielt er einen Lehrauftrag für Öffentliches Recht an der Universität Freiburg. Zugleich war er Referent bei der IHK Freiburg. 1940 war Armbruster kurze Zeit für die Bank für Internationalen Zahlungsausgleich in Basel tätig. Nach Ende des Zweiten Weltkriegs fand er zunächst eine Anstellung als Leiter der Abteilung Information im Staatssekretariat Tübingen, bevor er im selben Jahr einen Ruf auf eine Professur für Öffentliches Recht und politische Wissenschaften an der Universität Mainz erhielt. 1948/49 war Armbruster als Delegierter für den Marshall-Plan bei der OECD. 1950 wurde er Richter am Verfassungsgerichtshof Rheinland-Pfalz sowie am rheinland-pfälzischen Landesverwaltungsgericht. Die Tätigkeit als Richter nahm er als Mitglied des Verwaltungsgerichts der Internationalen Arbeitsorganisation in Genf auch auf internationaler Ebene wahr. Zudem war er Mitglied der Kontrollkommission der Europäischen Sozialcharta und Vorsitzender des Überwachungsausschusses der Freiwillige Selbstkontrolle der Filmwirtschaft.

## Werk

### Wirken als Jurist
Vorbild für die Lehre Armbrusters im Bereich des Staatsrechts waren die von Montesquieu entwickelten Gedanken zur Gewaltenteilung. In seiner Dissertation von 1937 mit dem Titel Die Wandlung des Reichshaushaltsrechts ordnete er, dem Zeitgeist entsprechend, das Haushaltsrecht dem totalitären Führerwillen unter, wobei die Arbeit zugleich erkennen lässt, dass er das Öffentlichkeitsprinzip trotz allem als ein tragendes Element sah.
1967 erstattete Armbruster im Auftrag des DGB ein Gutachten zur Wirtschafts- und Sozialordnung der Verfassung von Rheinland-Pfalz, in dem der Bezug zu Montesquieu erneut sehr deutlich wird. Dies gilt nicht so sehr in dem von Armbruster hier vertretenen Ansatz der Sozialstaatlichkeit und seinem Bemühen, mehr Bürgernähe zu schaffen, als vielmehr seine Vorschläge zur Reform des Verwaltungsaufbaus. So findet sich etwa die Idee von Mittelinstanzen schon im wohl bekanntesten Werk Montesquieus.

### Wirken als Künstler
Neben seiner Tätigkeit als Jurist betätigte sich Armbruster auch als Maler. Vorbild hier war Julius Bissier, den Armbruster während seines Studiums in Freiburg kennenlernte. Neben Hinterglasmalerei fertigte Armbruster auch Gouache-Bilder an. Während seine Glasmalereien eher einfach und schlicht gehalten sind, wählte Armbruster bei seinen Gouachen oftmals einen weitläufigeren Ansatz. Titel tragen seine Bilder eher selten. 1991 wurde ein Teil seiner späten Werke in der Galerie des Alten Rathauses in Simmern ausgestellt.

## Sonstiges
Während des Zweiten Weltkriegs schloss sich Armbruster dem Färber-Kreis an. Nach seiner Rückkehr aus der Schweiz wurde er 1941 eingezogen und geriet in sowjetische Kriegsgefangenschaft.
Nach seiner Emeritierung zog sich Armbruster mit seiner Frau in eine Mühle in Simmern zurück. Er war Mitglied des Rotary Clubs sowie der Deutschen Gesellschaft für Auswärtige Politik.

## Auszeichnungen
- Bundesverdienstkreuz 1. Klasse (1979)
- Verfassungsmedaille des Landes Rheinland-Pfalz
- Offizier des Ordre des Palmes Académiques (1960)

## Publikationen (Auswahl)
- Die Wandlung des Reichshaushaltsrechts. Gatzer & Hahn, Freiburg 1939, Dissertation.
- Handbuch der Montan-Union. Agenor Druck und Verlags-Gesellschaft, Frankfurt 1953–72.
- Entwurf eines Gesetzes zum Schutze freier Meinungsbildung. Mohr Siebeck, Tübingen 1972, ISBN 3-16-633681-8.